# Euconulinae
Die Euconulinae sind eine Schnecken-Unterfamilie aus der Unterordnung der Landlungenschnecken (Stylommatophora).

## Merkmale
Die rechtsgewundenen Gehäuse sind meist mehr oder weniger abgeflacht kegelförmig. Eine Gattung (Sabalimax) ist zur Halbnacktschnecke geworden. Es sind meist 3 bis 7 Windungen vorhanden. Die letzte Windung ist gerundet oder mit schwachem Winkel. Die Schale ist dünn und durchscheinend. Radiale oder spirale Steifen können auf der Oberfläche des Gehäuses mehr oder weniger ausgeprägt vorhanden sein. Die Oberfläche ist daher hoch-glänzend oder eher matt- und/oder seidig-glänzend. Der Nabel ist sehr klein oder geschlossen.
Im männlichen Trakt des Geschlechtsapparates liegt die Prostata dem Eileiter direkt an. Der Samenleiter (Vas deferens) dringt in den apikalen Teil des kleinen bzw. kurzen Epiphallus ein, der vom Penis durch eine einfache Einschnürung abgesetzt ist. Bei manchen Arten setzt am Penis ein kleiner Blindsack (Caecum) an. Der Penisretraktormuskel setzt am Epiphallus (kurz vor dem Übergang zum Penis) oder am apikalen Teil des Penis an. Epiphallus, Penis und Caecum sind durch eine Membran miteinander verbunden. Der freie Eileiter hat einen drüsigen Abschnitt. Die Spermathek ist häufig sehr klein oder kann sogar ganz fehlen.

## Unterschiede
Die Unterfamilie Euconulinae unterscheidet sich von der anderen Unterfamilie Microcystinae durch die Prostata, die dem Eileiter direkt anliegt, die stark reduzierte (oder fehlende) Spermathek, der Epiphallus ist mit dem Penis durch eine Membran verbunden, und das Caecum (Blindsack), wenn vorhanden, sitzt nahe der Basis des Penis.

## Geographisches Verbreitung und Lebensraum
Die Unterfamilie ist weltweit verbreitet. Die Taxa sind meist ovipar, selten auch ovovivipar.

## Taxonomie
Das Taxon wurde 1928 von Horace Burrington Baker aufgestellt. Es ist die Nominatunterfamilie der Familie Kegelchen (Euconulidae).
- Unterfamilie Euconulinae Baker, 1928
  - Gattung Afroconulus Van Mol & Van Bruggen, 1971
  - Gattung Afroguppya de Winter & van Bruggen, 1992
  - Gattung Afropunctum F. Haas, 1934
  - Gattung Cancelloconus Rensch, 1932
  - Gattung Coneuplecta Möllendorff, 1893
  - Gattung Diepenheimia Preston, 1913
  - Gattung Discoconulus Reinhardt, 1883
  - Gattung Dryachloa Thompson & Lee, 1980
  - Gattung Euconulus Reinhardt, 1883
    - Dunkles Kegelchen (Euconulus praticola (Reinhardt, 1883))
    - Helles Kegelchen (Euconulus fulvus (O. F. Müller, 1774))
    - Wald-Kegelchen (Euconulus trochiformis (Montagu, 1803))

  - Gattung Eurychlamys Godwin-Austen, 1899
  - Gattung Guppya Mörch, 1867
  - Gattung Habroconus Fischer & Crosse, 1872
  - Gattung Kororia H. B. Baker, 1941
  - Gattung Louisia Godwin-Austen, 1908
  - Gattung Luchuconulus Pilsbry, 1928
  - Gattung Macroceras Semper, 1870
  - Gattung Palaua H. B. Baker, 1941
  - Gattung Papuarion Van Mol, 1973
  - Gattung Parasitala Thiele, 1931
  - Gattung Sabalimax Tillier & Bouchet, 1989
  - Gattung Serostena Iredale, 1941
  - Gattung Turrisitala Iredale, 1933
  - Gattung Velifera W. G. Binney, 1879